# Jacobus Johannis Zebrozynthius
Jacobus Johannis Zebrozynthius, född 1582 i Själevad, död 9 juli 1642, var en svensk professor, pastor primarius, hovpredikant och biskop.

## Biografi
Jacobus Johannis Zebrozynthius var son till kyrkoherden i Säbrå församling, Johannes Laurentii där även farfadern Laurentius Svenonius varit kyrkoherde. Modern Anna Segersdotter tillhörde samma släkt som den adliga ätten Ehrenklo. Hans syster var Stormor i Dalom.
Efter Gävle skola inskrevs Zebrozynthius vid Uppsala universitet och begav sig på utrikes studier varifrån han återvände 1611 som filosofie magister. 1612 fick han fullmakt som logices professor i Uppsala samt blev pastor i Vendels församling. Han blev omtalad som en god predikant och kallades 1621 till Gustav II Adolfs hovpredikant. 1624 blev han pastor primarius, varunder han inkallades av riksrådet för att uttala sig över biskop Johannes Rudbeckius bok, Om de lärdas privilegier, som Johan Skytte kallat Sveriges farligaste bok.
År 1639 blev Zebrozynthius biskop i Strängnäs stift efter att ha blivit enhälligt vald av stiftet. Han avled i den befattningen 1642, och är begravd i Strängnäs domkyrka.

### Familj
Zebrozynthius gifte sig 1614 med Catharina Stiernman (1595–1681) dotter till ärkebiskop Nicolaus Olai Bothniensis och Elisabet Andersdotter Grubb som tillhörde Bureätten. De fick tillsammans barnen Anna Bureus (död 1673) som var gift med professorn Anders Gyldenklou, matematikprofessorn Johannes Bureus (död 1671), Christina Buraea (1622–1696) som var gift med ärkebiskopen Laurentius Stigzelius och deras barn adlades Lilljemarck, Elisabeth Buraea som var gift med assessorn Samuel Schillerfelt i Svea hovrätt, stadspresidenten Nils Burensköld (1625–1681) i Norrköping, historieprofessorn och riksantikvarien Lars Bureus (1627–1665) och Karin Buraea (född 1629).